# كونستانس من آرل
كونستانس من أرل (بالفرنسية: Constance d'Arles)‏ (حوالي 986 - 28 يوليو 1032) أو المعروفة أيضا بـ كونستانس من بروفانس هي ملكة فرنسا القرينة وزوجة الثالثة لـ روبرت الثاني.

## السيرة الذاتية
ولدت كونستانس حوالي عام 986  هي ابنة ويليام الأول كونت بروفانس وأديلايد-بلانش من أنجو ابنة فولك الثاني كونت أنجو، وأيضا هي أخت الغير شقيقة لـ ويليام الثاني كونت بروفانس، أصبحت متزوجة من الملك روبرت بعد طلاق زوجته الثانية بيرتا من بورغندي،  كان هذا الزواج عاصفة على عائلة بيرتا بحيث أرادت آخذ إقليم بروفانس من عائلتها، في عام 1010 ذهب الملك إلى روما لطلب الطلاق من بابا بحيث تم الطلاق بناء على أساس قرابة العصب.
بناء على إلحاح من كونستانس، توج ابنها البكر هيو مناغوس ملك مشترك جنباً إلى حنب مع والده عام 1017، وفي وقت لاحق طلب هيو من والده تقاسم السلطة معه، بحيث تمرد على والده في 1025، وقفت كونستانس كـ وسيط بين ابنها وزوجها، ومع ذلك ابنها توفي بعد وقت قصير من العمر الثامنة عشر.

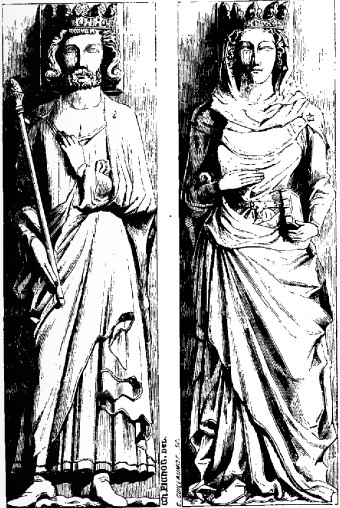
توب الملك روبير وكونستانس في سان دوني

رجع الشجار بين كونستانس وروبرت على ورثة العرش بين أبنائهما الباقين، بحيث كانت تريد هي ابنها الثالث روبرت، وكان روبرت يريد ابنه الثاني هنري، على الرغم من احتجاجات والدته بحيث دعمها العديد من أساقفة، ومع ذلك توج هنري في 1027 على رأس ورثة العرش.
لاحقاً شجعت كونستانس أبنائها على التمرد ضد والدهم، وبحيث قاموا بمهاجمة ونهب القلاع والدهم، نجله الثالث روبرت هاجم بورغندي، وهنري استولى على درو، في أخر المطاف وافق الملك على مطالبهم وأحل السلام بينهم حتى وفاته.
الملك روبرت توفي في 20 يوليو 1031،  بعد ذلك بوقت قصير أصبحت كونستانس على خلاف مع كل أبنائها الباقين، بحيث استولت كونستانس على أراضي مهرها ورفضت الاستسلام لهم، هنري هرب إلى نورماندي بحيث تلقى المساعدات والأسلحة والجنود من شقيقه روبرت، عاد لمحاصرة والدته في بواسي ولكن كونستانس هربت إلى بونتواز، لم تستسلم إلا عندما ضرب هنري حصار على لو بويست وأقسم بذبح جميع سكانها.
توفيت كونستانس 28 يوليو 1032، بعد وقت قصير  ودفن بجانب زوجها روبرت في كنيسة سان دوني.

## الأبناء
كان لـ كونستانس وروبير حوالي ستة أبناء:-
- هيدويغ من فرنسا، كونتيسة نيفير (حوالي 1003 - بعد 1063).
- هيو ماغنوس (حوالى 1007 - 17 سبتمبر 1026) هو ملك مشترك مع والده.
- هنري الأول ملك فرنسا (17 مايو 1008 - 4 أغسطس 1060) هو ملك فرنسا خلفاً لوالده.
- أديلا كونتيسة فلاندرز (1009 - 8 يناير 1079).
- روبرت الأول دوق بورغندي (1011 - 21 مارس 1076).
- إديوس (1013 - 1056).